# Université de l'éducation de Winneba
L' Université de l'éducation, Winneba (UEW) est une université de Winneba, dans la région centrale du Ghana. Elle a été créée en 1992 par une ordonnance du gouvernement (loi PNDC 322)  et avec une relation avec l'université de Cape Coast. Son objectif principal est de former des enseignants pour le système éducatif du Ghana. L'Université de l'éducation de Winneba, est chargée de la formation des enseignants et de la formation d'éducateurs professionnels pour diriger une nouvelle vision nationale de l'éducation visant à réorienter les efforts du Ghana sur la voie d'un développement économique et social rapide. L'Université devrait jouer un rôle de premier plan dans la volonté du Ghana de produire des universitaires dont les connaissances seraient pleinement adaptées aux réalités et aux exigences du Ghana contemporain.

## Organisation

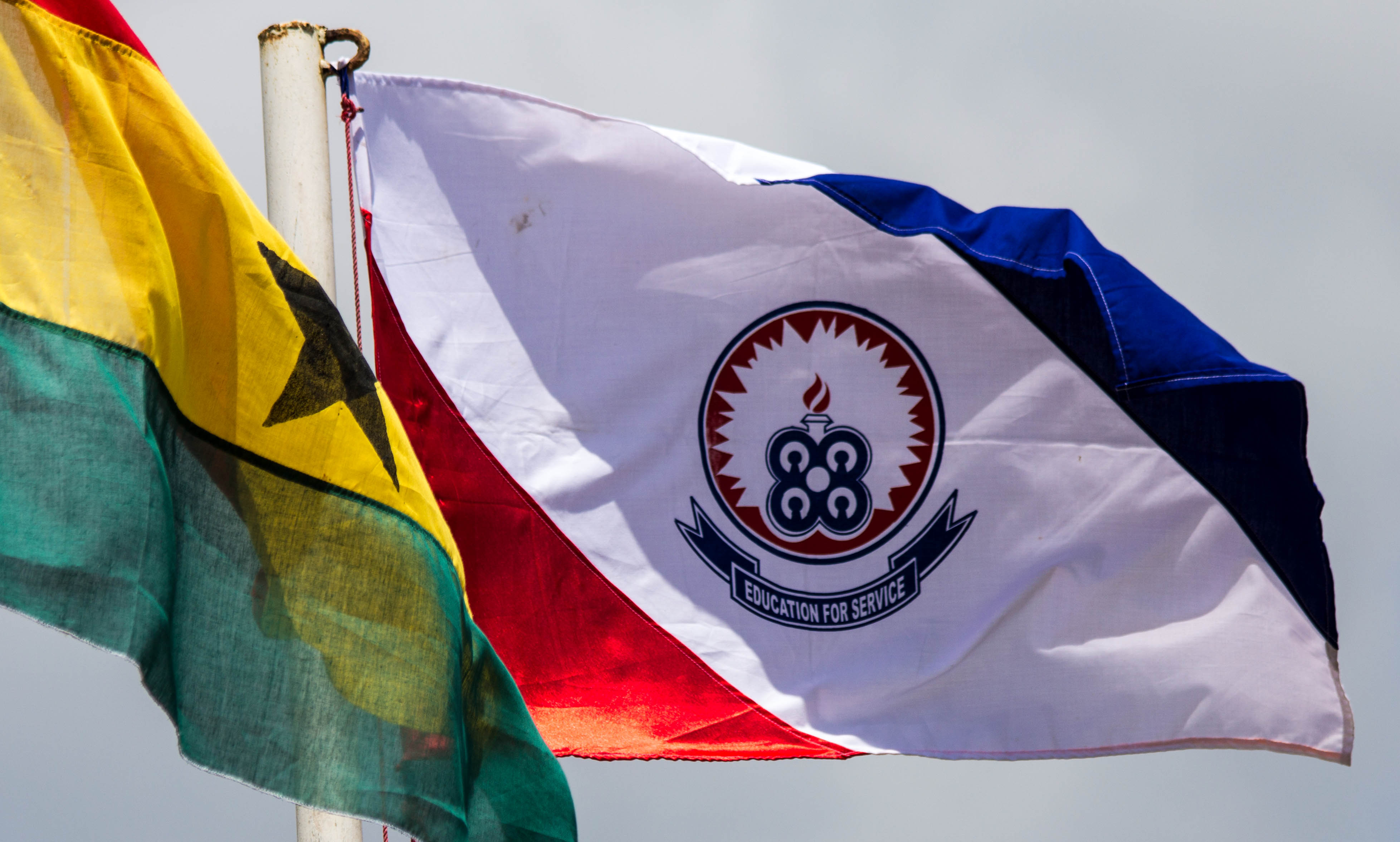
Drapeau flottant de l'Université de l'éducation, Winneba (STE) et le drapeau du Ghana

L'université compte 29 départements et centres universitaires, 7 facultés. Il compte également 18 centres régionaux d'études à distance dans tout le Ghana. 
En plus de trois campus à Winneba où se trouve son bureau administratif, l'Université dispose de trois campus supplémentaires en plus de plus de 20 centres d'études: 
- Le Collège d'éducation technologique - Campus Kumasi
- Le Collège d'éducation agricole - Campus Mampong
- Le Collège d'éducation aux langues - Campus Ajumako

## Collège d'éducation agricole - Campus Mampong
Le campus Asante Mampong abrite le College of Agriculture Education et est situé à 51 kilomètres au nord-est de Kumasi. Le campus Asante Mampong est le siège de la Faculté d'éducation agricole et de la Faculté des sciences et de l'éducation environnementale. 

## Collège d'éducation technologique - Campus de Kumasi
Le campus de Kumasi qui abrite le College of Technology Education est à environ 320 kilomètres de Winneba, le campus principal. Le Collège est composé de la Faculté de l'enseignement commercial, de la Faculté de l'enseignement technique et professionnel et de la Faculté des sciences de l'éducation et de la communication. 

## Collège d'enseignement des langues

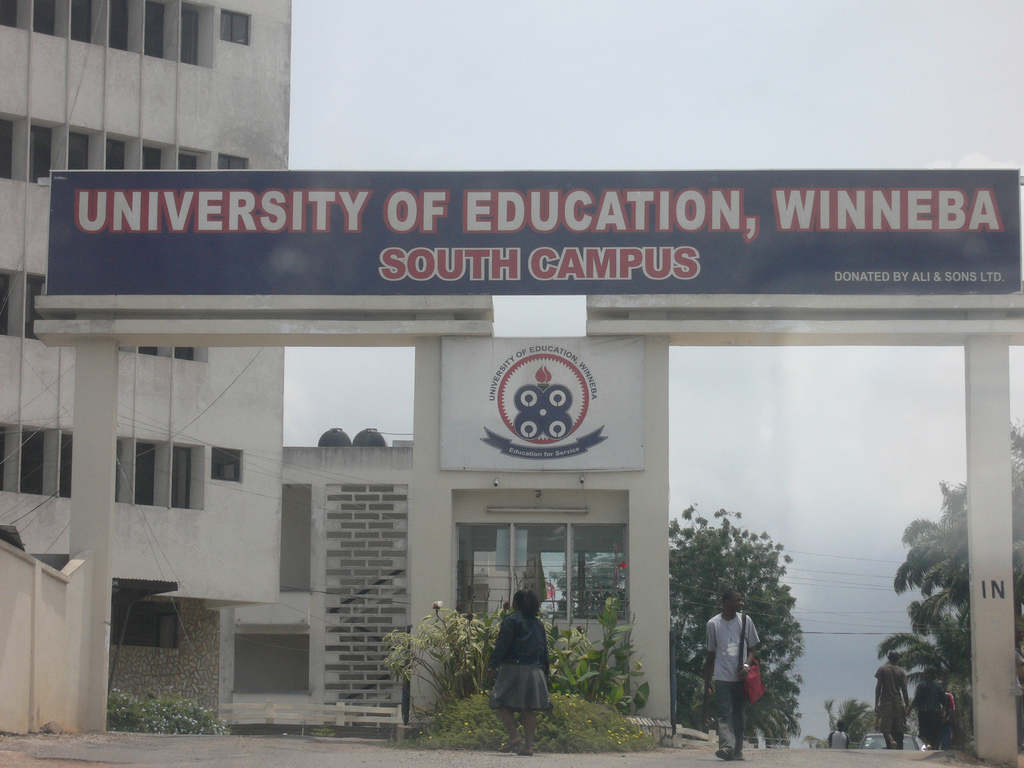
Université de l'éducation, entrée Winneba (UEW)

Le campus d'Ajumako accueille actuellement les étudiants du département de l'éducation Akan-Nzema, de l'éducation Ewe, de l'éducation Ga – Dangme de la Faculté des langues. Progressivement, la Faculté d'éducation aux langues passera du campus Winneba au campus Ajumako et deviendra éventuellement le Collège d'éducation aux langues. 

## Le Campus Winneba - Campus principal

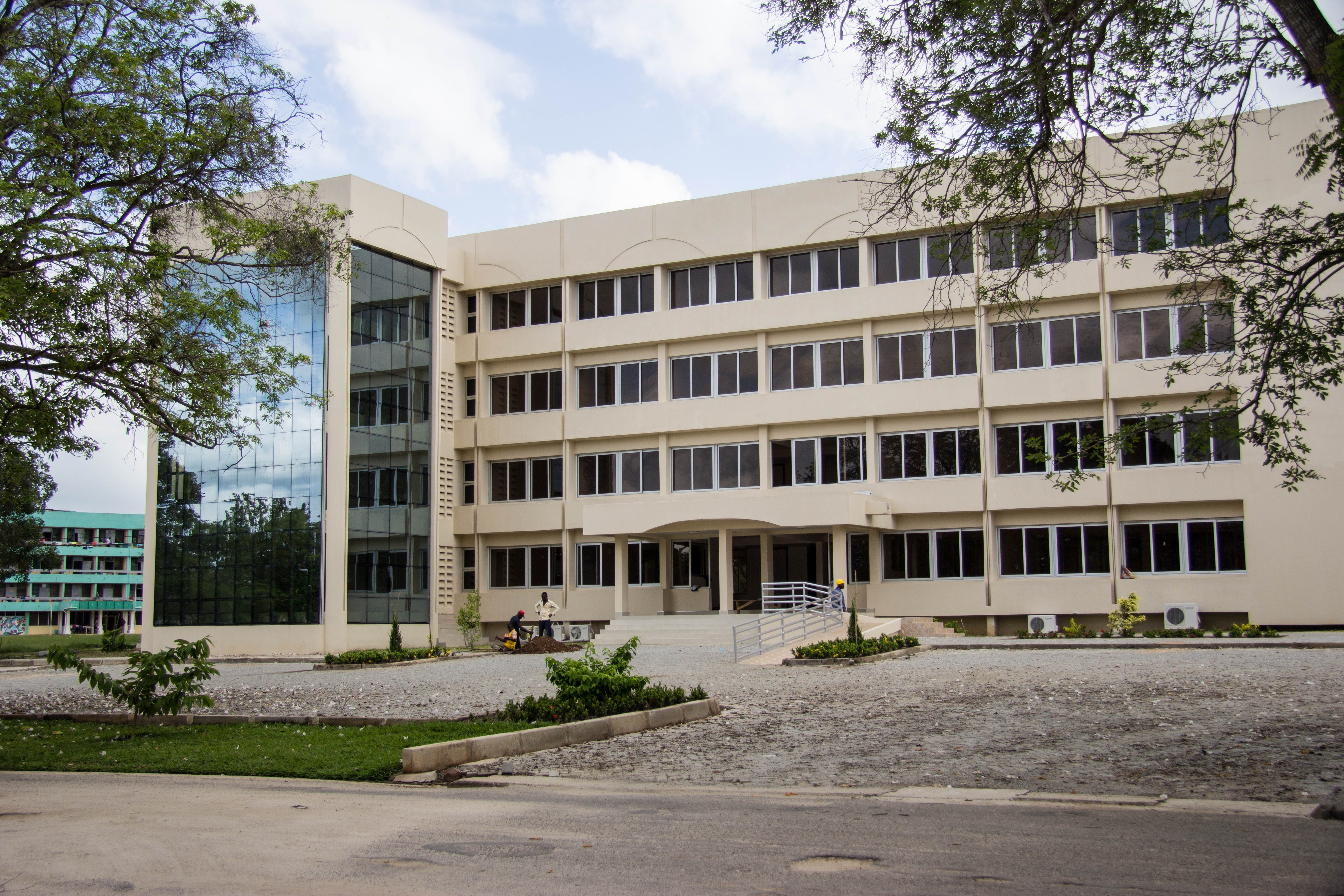
Université de l'éducation, campus nord de Winneba (STE)

Le Campus Winneba est le campus principal de l'Université et est réparti sur trois sites (Nord, Centre et Sud) dans la municipalité d'Effutu. L'administration centrale de l'Université est située sur le campus sud. Le Campus Winneba abrite les facultés, écoles, instituts, centres et bureaux suivants: 
- Faculté des sciences sociales Éducation
- Instituts et écoles :
  - École d'arts créatifs ;
  - Institut de développement et de vulgarisation éducatifs ;
  - Instituts d'études de recherche et d'innovation pédagogiques (IERIS) ;

## Campus

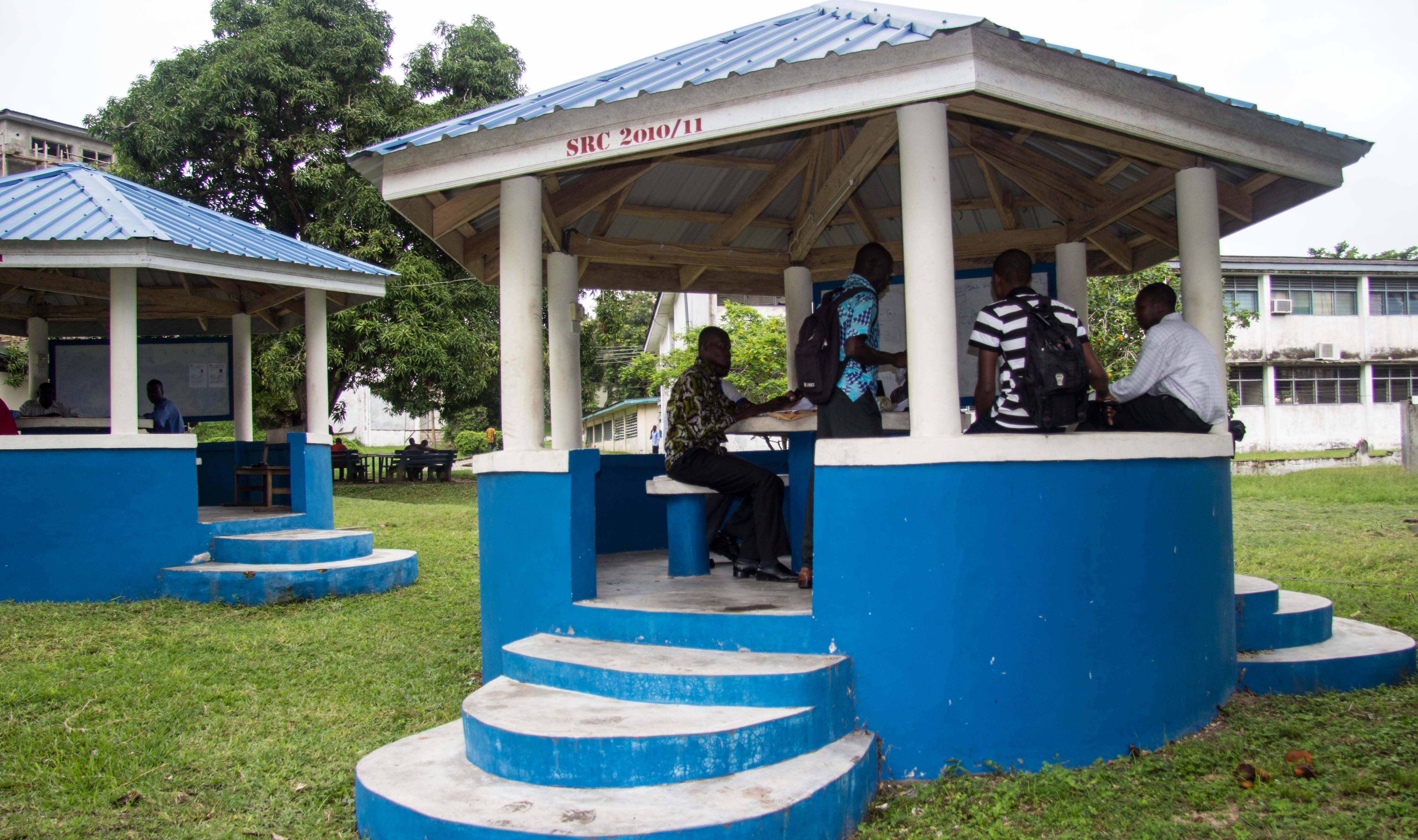
Étudiants aux kiosques de l'Université de l'éducation, Winneba (STE)

C'est une université multi-campus et multi-sites. Il compte six campus, trois à Winneba et un à Ajumako (en) dans la région centrale du Ghana, et les deux autres à Kumasi et Mampong respectivement, tous deux dans la Région Ashanti . 
En tant qu'université multi-campus et multi-sites avec des campus et des centres d'apprentissage dans d'autres parties du pays, l'UEW dispose de six facultés, d'un institut et de deux centres universitaires offrant des programmes dans les domaines de l'enseignement des sciences et des mathématiques, de la technologie et de l'enseignement commercial, Éducation agricole, Éducation à l'économie domestique, Études culturelles, Éducation en arts créatifs, Orientation et conseil et Administration et leadership en éducation.

## Anciens étudiants notables
- Barbara Ayisi Asher
- Maureen Abla Amematekpor, diplomate